# Hidalgo, Santiago Tuxtla
Hidalgo är en ort i Mexiko.   Den ligger i kommunen Santiago Tuxtla och delstaten Veracruz, i den sydöstra delen av landet, 400 km öster om huvudstaden Mexico City. Hidalgo ligger 16 meter över havet och antalet invånare är 246.
Terrängen runt Hidalgo är huvudsakligen platt, men österut är den kuperad. Terrängen runt Hidalgo sluttar västerut. Runt Hidalgo är det ganska tätbefolkat, med 70 invånare per kvadratkilometer. Närmaste större samhälle är Lerdo de Tejada, 19,8 km norr om Hidalgo. Omgivningarna runt Hidalgo är en mosaik av jordbruksmark och naturlig växtlighet.